# Maechidius ordensis
Maechidius ordensis är en skalbaggsart som beskrevs av Blackburn 1898. Maechidius ordensis ingår i släktet Maechidius och familjen Melolonthidae. Inga underarter finns listade i Catalogue of Life.